# دارتانيان

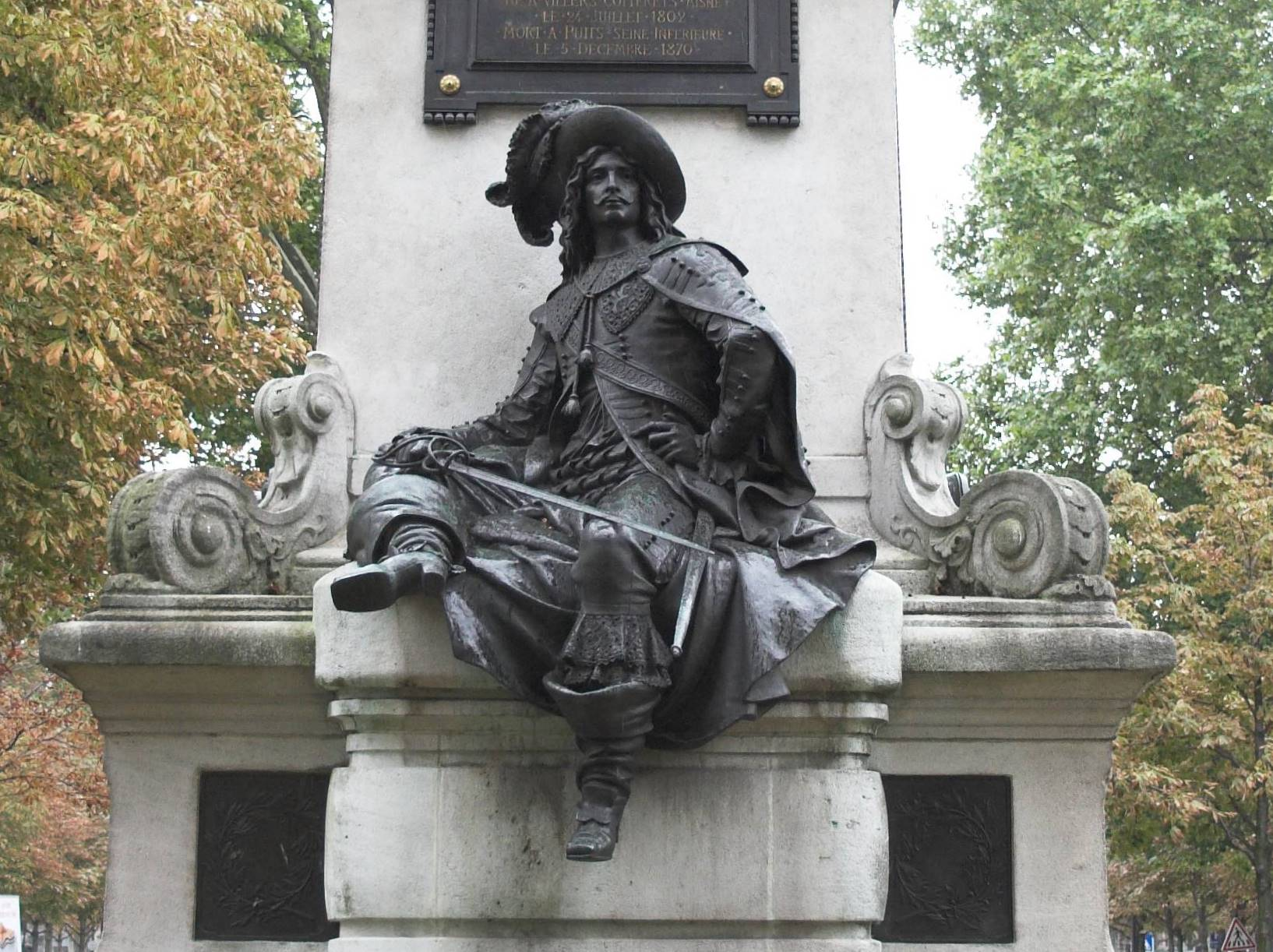
تمثال لدارتانيان في باريس

دارتانيان (بالفرنسية: d'Artagnan) هو شخصية روائية خيالية من إبداع الكاتب الفرنسي ألكسندر دوما وهو أحد أبطال رواية الفرسان الثلاثة.
يمثل دارتانيان شخصية شاب حماسي ومندفع، وبالرغم من فقره فإنه يتحدر من إسرة نبيلة، يترك دارتانيان منزله ويرحل إلى باريس على أمل الانضمام إلى فرقة الحرس الشخصي للملك والمسماة بالفرسان (بالفرنسية: Mousquetaires). يلتقي دارتانيان بأبطال الرواية الآخرين (الفرسان الثلاثة) وهم آثوس وبوثوس وأراميس وعلى الرغم مع أنه يدخل معهم في مواجهة في باديء الأمر إلى انهم سريعا ما يصبحون من الأصدقاء. وتحدث معهم عدة من المغامرات تضعهم في مواجهة مباشرة مع الكاردينال ريشيليو وزير الملك الفرنسي. ولكن في النهاية يعجب الكاردينال ريتشيليو بدارتانيان وينصبه كأحد الضباط في فرقة الفرسان.